# 2004年5月4日月食
2004年5月4日月食为一次在协调世界时2004年5月4日出現的月全食。該次月食半影食分為2.288、全影食分為1.309。偏食維持了102分，全食維持38分。

## 概述
這次月食的食分是14.81，偏食維持了102分，全食維持38分。

## 基本參數
- 類型：月全食
- 食甚資料：
  - 日期：2004年5月4日
  - 時間：20:30
  - 月球位置：赤經14.81度、赤緯-16.5度
  - 食分：半影食分：2.288、全影食分：1.309
  - 持續時間：偏食102分、全食38分

## 外部連結
- NASA月食專頁（页面存档备份，存于）（英文）